# Canal de Södertälje
Le canal de Södertälje est un canal traversant la commune de Södertälje dans le comté de Stockholm en Suède. 

## Géographie
Le canal relie le lac Mälar à la mer Baltique, sur une longueur de 5,2 km. L'écluse de Södertälje permet de compenser le dénivelé de 0,6 m en moyenne et est la plus large écluse des pays nordiques avec 19,6 m. Jusqu'à la fin de l'âge des Vikings, l'actuel lac Mälar était une partie de la mer Baltique et il était possible de traverser Södertälje en bateau. Cette voie était la plus rapide pour naviguer vers le sud, et était particulièrement importante pour les ports marchands de l'époque, tels que Helgö, puis Birka et enfin Sigtuna. Cependant, à la faveur du rebond post-glaciaire, le lac s'est fermé et la traversée était impossible. Birka est abandonnée pour cette raison vers 970, au moment où Sigtuna prend son essor via d'autres voies de circulation. Les bateaux étaient alors tirés sur des rondins de bois, et la ville de Södertälje s'est ainsi initialement développée autour de cette activité. Au XVe siècle, Engelbrekt Engelbrektsson commença des travaux pour creuser un canal, mais les travaux furent suspendus. Charles XI de Suède reprit le projet au XVIIe siècle et créa un canal entre le lac Maren au centre de Södertälje et la mer Baltique, mais ce canal fut mal entretenu et fut abandonné. Finalement, entre 1806 et 1819, sous la direction de Eric Nordewall, le canal fut restauré et une écluse fut construite permettant enfin la traversée sur toute sa longueur entre le lac Mälar et la mer Baltique. Au début du XXe siècle, le canal commença à se faire trop petit, et un nouveau canal et une nouvelle écluse furent construits et inaugurés le 17 novembre 1924  par le roi Gustave V. Ce nouveau canal fut élargie et approfondi dans les années 1970. En 2013, il fut décidé d'entreprendre des nouveaux travaux pour la rénovation et l'élargissement du canal et de l'écluse.
Le trafic sur le canal est très important, étant le seul endroit où les gros bateaux peuvent accéder au lac et en particulier aux ports de Västerås et de Köping, qui dépendent totalement du canal pour le transport de marchandises. En 1996, le canal était traversé par 3 969 bateaux de marchandises et 10 700 bateaux de plaisance.
Le canal est traversé par plusieurs ponts: les ponts basculants Mälarbron, Slussbron, Saltsjöbron, les ponts levants de la route européenne 4 et de la ligne de chemin de fer Västra stambanan et enfin le pont d'Igelsta d'une hauteur de 48 m.